# 烏索盧西
50°40′45″N 28°12′12″E / 50.67917°N 28.20333°E
烏索盧西（烏克蘭語：Усолуси），是烏克蘭北部的村莊，隸屬日托米爾州的茲維亞赫爾區。該村面積0.17平方公里，海拔高度230米，2001年人口421，人口密度每平方公里2,476.47人。